# Michael Wilson (diretor)
Michael Wilson (nascido em 1964), atualmente atuando como diretor artístico em Hartford Stage, é um diretor de teatro norte-americano trabalhando extensivamente no teatro regional, Broadway e Off-Broadway.